# دغموسية
الدغموسية أو الذُّعْلُوقِيَّة (الاسم العلمي: Cytinaceae) هي فصيلة من النباتات تتبع رتبة الخبازيات من طائفة الثنائيات الفلقة.

## أجناس
- الدغموس